# Viña Misiones de Rengo
La Viña Misiones de Rengo es una empresa productora de vinos chilena fundada en Rengo, valle del Cachapoal, en 2001, por el empresario chileno Carlos Cardoen. En 2008 se incorporó al grupo empresarial de Viña San Pedro-Tarapacá S.A. o VSTP Wine Group. Actualmente mantiene operaciones también en la localidad de Isla de Maipo. La compañía distribuye sus productos en 48 países alrededor del mundo.

## Terrenos
A casi 500 metros por sobre el nivel del mar, la Viña Misiones de Rengo se ubica en las antiguas tierras correspondientes a misiones católicas que se instalaron en la zona cercana al Río Claro hacia 1730. Testigo de ello son la vieja Casa Patronal, la antigua escuela apostólica, y lo que queda del convento, que aún se mantienen en los terrenos de la Viña. Allí, hoy la bodega busca integrar armónicamente este pasado histórico, a través de líneas puras y colores verde, burdeo y tierra, evocando la antigua forma de conservación del vino. En el interior del recinto, existe un patio de distribución central amplio que permite el libre movimiento de trabajadores y técnicos. Las áreas de producción, laboratorios, control de calidad, bodega de insumos y productos terminados así como las oficinas y sala de ventas están claramente sectorizados, lo que permite un manejo óptimo y el cuidado minucioso en cada operación.

## Producción
La capacidad de vinificación de la Viña Misiones de Rengo alcanza a los 8.000.000 litros anuales (889.000 cajones de vino), mientras que la línea de embotellado tiene una capacidad de 7.000.000 botellas al año. Cuenta con una sala climatizada para 1.500 barricas francesas y americanas. Se producen tres líneas de vinos, con las siguientes cepas:
- Varietal
  - Sauvignon Blanc
  - Chardonnay
  - Carménère
  - Cabernet Sauvignon
  - Merlot

- Reserva
  - Carménère
  - Sauvignon Blanc
  - Cabernet Sauvignon - Syrah

- Cuvée
  - Carménère 86%, Cabernet Sauvignon 14%
  - Cabernet Sauvignon 85%, Carménère 8%, Syrah 7%
- Espumantes
  - Brut Chardonnay, Pinot Noir
  - Demi Sec Chardonnay, Pinot noir, Semillón

## Medallas
El Cuvée Chardonnay 2004 de Viña Misiones de Rengo fue distinguido como “Mejor Vino Blanco del Nuevo Mundo” y “Mejor Vino Chileno” durante la versión 2005 del prestigioso certamen Japan Wine Challenge. Además, Viña Misiones de Rengo tuvo una sobresaliente participación en "Citadelles du Vin", uno de los principales certámenes vitivinícolas a nivel mundial que se realiza con ocasión de la principal feria mundial de vinos, Vinexpo, en Burdeos, Francia, obteniendo 8 trofeos de un total de 74 galardones entregados a vinos chilenos, constituyéndose en la viña más premiada en esta edición del concurso. En esta ocasión Misiones de Rengo obtuvo 3 Trophee Citadelles, 2 Trophies Excellence y 3 Trophies Prestige.
El Misiones de Rengo Cuvée Carmenére 2003, obtuvo Doble Medalla de Oro en el Concurso Mundial de Bruselas 2005, equivalente a un puntaje igual o superior a 96 puntos de 100. Este concurso es uno de los más importantes certámenes a nivel mundial, reconocido por la Unión Europea y patrocinado por el gobierno belga.
También la Viña Misiones ha sido galardonada con 3 Medallas de Oro y 3 Medallas de Plata en el concurso internacional Vinalies 2005, para el Cuvée Carmenére 2003, el Reserva Carmenére 2003, y el Varietal Cabernet Sauvignon 2003 . Adicionalmente, obtuvo Medallas de Plata para el Cuvée Chardonnay 2004,el Reserva Cabernet Sauvignon - Syrah 2003 y el Varietal Sauvignon Blanc 2004.

## Premios y reconocimientos
Los siguientes premios fueron otorgados como parte de VSPT Wine Group.
- Nacionales:
  - Viña del año, como parte de VSPT Wine Group, en 2014, según la Asociación Vinos de Chile.[1]

- Internacionales:
  - Compañía verde del año, en 2016,[2] y segundo lugar en 2014,[3] otorgado por Drinks Business Green Awards a VSPT Wine Group.
  - Compañía ética del año, en 2014 a VSPT Wine Group,[3] según Drinks Business Green Awards.
  - 2º lugar en la categoría Gestión del agua, en 2017, según Drinks Business Green Awards a VSPT Wine Group.[4]
  - Certificación de comercio justo Fair for Life, de Ecocert, vigente desde 2020 como parte de VSPT Wine Group.[5]